# Hermann Ebbinghaus
Hermann Ebbinghaus (Barmen, 24 de enero de 1850 - Halle, 26 de febrero de 1909) fue un filósofo y psicólogo alemán. Su pionera investigación sobre la memoria —cuyos resultados publicó en 1885— constituye el primer estudio sobre un proceso psicológico superior usando el método experimental.

## Primeros años
Nació en Barmen, ciudad cercana a Bonn. A los 17 años acudió a Bonn para estudiar historia y filosofía, luego partió a Halle y más tarde a Berlín. Sus estudios fueron interrumpidos por la guerra franco-prusiana, durante la cual prestó servicio en el ejército. En 1873 obtuvo su título en filosofía en la Universidad de Bonn, con una tesis sobre la Filosofía del inconsciente de Eduard von Hartmann.

## Estudios sobre la memoria y el olvido
Los siete años siguientes se dedicó al estudio independiente. En el periodo entre 1875 y 1878 ejerció como tutor en Inglaterra y Francia mientras proseguía con sus estudios. Durante este periodo tomó contacto con la obra Elemente, de Gustav Fechner. Adoptó el método de Fechner para hacer frente al problema de la medición de la memoria. 
Afrontar un estudio experimental de la memoria en 1879 no era tarea fácil, ya que se trataba de aplicar el método experimental a un proceso mental superior, premisa que ni siquiera el mismo Wundt –quien había propuesto un acercamiento etnopsicológico para el estudio de este tipo de facultades– veía factible.
Ebbinghaus empleó la repetición como medida para la memoria y, usándose a sí mismo como sujeto experimental y poesías y series de sílabas sin sentido consonante-vocal-consonante como instrumento, se dedicó a su estudio.
En 1880 fue habilitado como "Dozent" en la Universidad de Berlín. Tras la verificación de su trabajo en 1885, publicó un informe de su trabajo Ueber das Gedächtnis (Sobre la memoria). El libro contiene, entre otros resultados, lo relativo al olvido en función del tiempo, relación también conocida con el nombre de curva del olvido.

## Publicaciones y otros trabajos
En 1886 fue nombrado "ausserordentlicher Professor" en Berlín. No continuó sus trabajos sobre la memoria. En 1890, junto a Arthur König, fundó la Zeitschrift für Psychologie und Physiologie der Sinnesorgane (Revista de Psicología y Fisiología de los Órganos de los Sentidos). En 1893 publicó una teoría sobre la visión del color. En 1894 ocupó una cátedra en Breslau. En 1897 publicó un método para probar la capacidad mental de los niños de escuela (el test de terminación de Ebbinghaus). En 1902 publicó Grundzüge der Psychologie (Fundamentos de psicología), que tuvo gran repercusión en Alemania. En 1905 se trasladó a Halle y en 1909 murió de una pulmonía en Breslau.